# Estlands premiärminister
Estlands premiärminister (estniska: Eesti Vabariigi peaminister) är landets regeringschef.
Estland är en parlamentarisk republik och följaktligen är det majoritetsledaren i den lagstiftande församlingen, Riigikogu, som vanligen är den som nomineras av presidenten till premiärminister. Nomineringen ska därefter bekräftas genom omröstning i Riigikogu, som har möjlighet att välja en annan premiärminister än den kandidat som nominerats av presidenten.
Det är normalt premiärministern som representerar Estland i Europeiska rådet, även om presidenten, som har en mer ceremoniell roll, också i undantagsfall kan representera landet. Premiärministern leder Estlands regerings arbete och utser dess ministrar, som sedan formellt utnämns av presidenten för godkännande av Riigikogu.
Kristen Michal (Estniska reformpartiet), är Estlands premiärminister sedan den 23 juli 2024.

## Historia
Estland hade en premiärminister under de två första åren (1918–1920) efter självständigheten från Ryska kejsardömet i samband med revolutionen.
1920 års utpräglat parlamentaristiska konstitution inrättade ämbetet statsäldste, (riigivanem), som var Estlands statschef men var underställd parlamentet, Riigikogu, med en roll liknande premiärministerns, och inte var militär överbefälhavare eller hade makt att upplösa parlamentet. 1933 förändrades konstitutionen genom en folkomröstning, och från 1934 återinrättades ämbetet premiärminister, samtidigt som ett separat statsäldsteämbete i statschefens roll inrättades. Under Konstantin Päts följande period som premiärminister, då han styrde landet som auktoritär ledare, sköts statsäldstevalen och parlamentsvalen upp fram till 1938, då Päts valdes till Estlands president under en ny konstitution.
I samband med Sovjetunionens ockupation av Estland under andra världskriget 1940 störtades republikens regering och Estniska SSR inrättades. Under hela efterkrigstiden fram till självständigheten 1991 fanns en exilregering ledd av en premiärminister enligt de nödparagrafer som fanns i 1938 års konstitution och som bestred Sovjetunionens annektering av Estland. Denna exilregering överlämnade formellt sina befogenheter till Estlands regering efter självständigheten.

## Lista över Estlands premiärministrar sedan 1991
| Nr  |  | Premiärminister            | Tillträdde       | Avgick           | Varaktighet        | Parti | Parti                      |
| --- |  | -------------------------- | ---------------- | ---------------- | ------------------ | ----- | -------------------------- |
| 1   |  | Edgar Savisaar (född 1950) | 20 augusti 1991  | 29 januari 1992  | 0 år och 162 dagar |       | Rahvarinne                 |
| 2   |  | Tiit Vähi (född 1947)      | 29 januari 1992  | 21 oktober 1992  | 0 år och 266 dagar |       | Partilös                   |
| 3   |  | Mart Laar (född 1960)      | 21 oktober 1992  | 8 november 1994  | 2 år och 18 dagar  |       | Isamaaliit                 |
| 4   |  | Andres Tarand (född 1940)  | 8 november 1994  | 17 april 1995    | 0 år och 160 dagar |       | Socialdemokraterna         |
| (2) |  | Tiit Vähi (född 1947)      | 17 april 1995    | 17 mars 1997     | 1 år och 334 dagar |       | Estniska koalitionspartiet |
| 5   |  | Mart Siimann (född 1946)   | 17 mars 1997     | 25 mars 1999     | 2 år och 8 dagar   |       | Estniska koalitionspartiet |
| (3) |  | Mart Laar (född 1960)      | 25 mars 1999     | 28 januari 2002  | 2 år och 309 dagar |       | Isamaaliit                 |
| 6   |  | Siim Kallas (född 1948)    | 28 januari 2002  | 10 april 2003    | 1 år och 72 dagar  |       | Estniska reformpartiet     |
| 7   |  | Juhan Parts (född 1966)    | 10 april 2003    | 13 april 2005    | 2 år och 3 dagar   |       | Res Publica                |
| 8   |  | Andrus Ansip (född 1956)   | 13 april 2005    | 26 mars 2014     | 8 år och 347 dagar |       | Estniska reformpartiet     |
| 9   |  | Taavi Rõivas (född 1979)   | 26 mars 2014     | 23 november 2016 | 2 år och 242 dagar |       | Estniska reformpartiet     |
| 10  |  | Jüri Ratas (född 1978)     | 23 november 2016 | 26 januari 2021  | 4 år och 64 dagar  |       | Estniska centerpartiet     |
| 11  |  | Kaja Kallas (född 1977)    | 26 januari 2021  | 23 juli 2024     | 3 år och 179 dagar |       | Estniska reformpartiet     |
| 12  |  | Kristen Michal (född 1975) | 23 juli 2024     | nuvarande        | 0 år och 315 dagar |       | Estniska reformpartiet     |